# Sivasi repülőtér
A Sivasi repülőtér (IATA: VAS, ICAO: LTAR) Törökország egyik kisebb jelentőségű nemzetközi repülőtere, amely Sivas közelében található. Éves utasforgalma 364 402 fő (2022).

## Légitársaságok és úticélok
2023-ban a Sivasi repülőtérről az alábbi járatok indulnak:
These are the airlines and destinations of Sivasi repülőtér:
| Légitársaság     | Célállomások                  |
| ---------------- | ----------------------------- |
| AnadoluJet       | Istanbul–Sabiha Gökcen        |
| Pegasus Airlines | Istanbul–Sabiha Gökcen, Izmir |
| Turkish Airlines | Istanbul                      |

## Futópályák
A repülőtér futópályái:
- 01/19 (3810 m, 45 m, aszfalt)

## Forgalom
Az utasforgalom az elmúlt években az alábbi módon változott:
| Utasok száma | 101 959 | 124 137 | 111 457 | 244 010 | 422 556 | 422 556 | 567 689 | 484 536 | 296 106 | 364 402 |
|              | 2007    | 2009    | 2010    | 2012    | 2014    | 2015    | 2017    | 2019    | 2020    | 2022    |